# 원주 변씨
원주 변씨(原州邊(邉)氏)는 강원특별자치도 원주시를 본관으로 하는 한국의 성씨이다.

## 기원
『문헌비고(文獻備考)』에 의하면 변씨(邊氏)는 은(殷)나라(동이족(東夷族)) 왕족 미중(微仲)의 후예이다. 송(宋)나라 평공(平公) 시대에 어융(御戎)의 자(字)가 변(邊)이었는데 후손이 어융의 자(字)를 성(姓)으로 삼았다. 어융의 성씨는 자(子)씨였다. 은(殷)나라 29대 왕 제을 아들인 미중(微仲) 후손이 어융(禦戎)이다. 미중(微仲)은 상나라의 왕족이자, 서주의 제후국인 송나라의 제2대 공작이다. 성(姓)은 자(子), 씨(氏)는 송(宋), 이름은 연(衍)이다. 미중(微仲)은 미(微)나라에 봉해졌고 호는 중사(仲思)이다. 공자의 15세조이다. 미자의 동생이고, 제을의 아들이다. 상나라의 형제상속제 따라 미중(微仲)이 왕위를 이었다. 참고로 고대 동아시아 대륙에서 중국 한족 이외의 동쪽에 거주하는 민족을 중국 한족이 동이족(東夷族)이라 불렀다. 동이족(東夷族)의 갈래로는 구이(九夷)가 있다고도 했고 예맥족(濊貊族), 말갈족(靺鞨族), 한족(韓族), 왜족(倭族), 일본(日本) 으로 나누어 부르기도 한다. 일본과 왜는 701년 이전에는 다른 나라였다. 동아시아 인물들인 치우(蚩尤), 공자(孔子), 순(舜)임금 등은 모두 동이족(東夷族)이었다. 동이족(東夷族)이라는 개념은 불변의 '고정'된 개념이 아니라 역사 시기에 따라 변화해온 '역사적 개념'이었다. 하지만, 한국 역사의 왕조 국가는 동이족(東夷族)의 왕조 국가와 일치한다.

## 역사
시조 변안렬(안열)(邊(邉)安烈)은 원나라 심양(瀋陽) 출신이나 공민왕을 따라서 고려로 들어온 뒤 홍건적을 격퇴하여 경성수복 1등공신이 되었고, 왜구를 격퇴하여 원천부원군(原川府院君)에 봉해졌으며, 판삼사사(判三司事)와 영삼사사(領三司事)에 이르렀다.
변안렬(안열)(邊(邉)安烈)은 변안렬(안열)의 형인 변안백(邊(邉)安伯)의 아들인 변숙(邊(邉)肅)과 변안렬(안열)의 동생(변안열의 아버지, 량,의 두번째 부인의 아들)인 변안서(邊(邉)安緖)과 함께 원에서 노국공주를 수행하고 고려로 왔다. 이때 3명의 대장군과 8명의 관료도 같이 고려로 왔다.
변안렬(안열)은 원주 원씨(原州元氏)와 혼인하여 3형제를 두었는데, 장남 변현(邊(邉)顯)은 봉상시사(奉常寺事), 차남 변이(邊(邉)頤)는 도총제(都摠制), 삼남 변예(邊(邉)預)는 훈련원사(訓鍊院事)를 역임하였다. 변이의 아들 중 변상복(邊(邉)尙服)이 덕천옹주(德川翁主)와 혼인하여 원주위(原州尉)에 봉해졌고, 변상회(邊(邉)尙會)는 호조참판(戶曹參判)에 이르렀다. 변상회의 아들 변수(邊(邉)修)는 중종반정에 가담하여 정국공신(靖國功臣) 2등에 책록되고 원천군(原川君)에 봉해졌으며 이조참판(吏曹參判)에 이르렀다.
원주 변씨는 조선시대 문과 급제자 32명을 배출하였다.
한국 역사의 변씨의 역사는 고려시대 변유영을 시조로 하는 장연 변씨(함경도 1100년경)로 시작하였다. 변려(邊(邉)呂)는 장연 변씨 5세대이며, 변려를 시조로 하는 황주 변씨(황해도 1200년경)로 이어진다. 그리고 변안렬(안열)은 황주 변씨 8세대이며, 변안렬(안열)을 시조로 하는 원주 변씨(강원도 1300년경)로 이어진다. 변안렬(안열)의 조부,변순(邊(邉)順),부터 변안렬(안열)까지 원나라에서 관직을 하며 거주하다가 황주 변씨 8세대인 변안렬(안열)이 고려로 이주하게된다. 장연 변씨 시조인 변유영의 부는 변연, 조부는 변중량, 증조부는 변경, 고조부는 변앙이다. 변앙은 송나라의 대도사, 변경은 송나라 문하시습과 신라의 대아찬, 변중량은 송나라 평장사, 변연은 송나라 병부상서를 지냈다. 변유영은 송나라 판동서와 고려의 중문지후를 지냈다. 
황주 변씨(1200년경)와 원주 변씨(1300년경)는 같은 혈통에서 갈라진 직계 후손으로 볼 수 있다. 그러나 장연 변씨의 시조 변유영과 황주 변씨의 시조 변려는 다른 경우이다. 변유영은 송나라에서 고려로 와 정착했으며, 그 후손들은 고려에 터를 잡고 살았다. 반면 변려는 변유영의 후손으로 전해지지만, 송나라 출신으로 고려에 귀화해 황주 변씨의 시조가 되었기에, 장연 변씨 계통과 직접 연결되었다고 보긴 어렵다.
다음은 변(邉)이라는 성의 글자에 관한 것이다. 변(邉)은 변(邊)의 이체자(異體字)라고 하고 동아시아에서는 이체자(異體字)를 쓰이는 것이 평범하다고 한다. 변(邊)의 뜻은 가장자리 또는 측면이라는 뜻이며, 또한 성씨로도 사용을 한다.  이체자(異體字)를 쓰는 이유는 어떤 글자가 여러 가지 의미를 가질 때, 그 중에서 어떤 의미를 강조하고자 할 때 사용한다고 한다. 성변 (邉) 은 다음과 같이 4개의 글자로 이루어져있다. 흰 백(白)은 '하얀 색'(또는 스스로 자自), 민갓머리(冖)는 '뚜렷한 모양을 나타내는 상징물', 인(儿)은 '어린아이의 모습', 그리고 입구(口)는 '입구나 입'이다. 책받침(辶)는 부수(部首)이며, 한자를 정리·배열하기 위한 방법이어서 의미가 없다. 이 네 가지 한자를 합치면 '순수하고 깨끗한 마음을 가진 사람의 모습'을 의미하는 글자가 된다.

## 분파
분파는 각 후손의 관직으로 분파를 만들었다. 

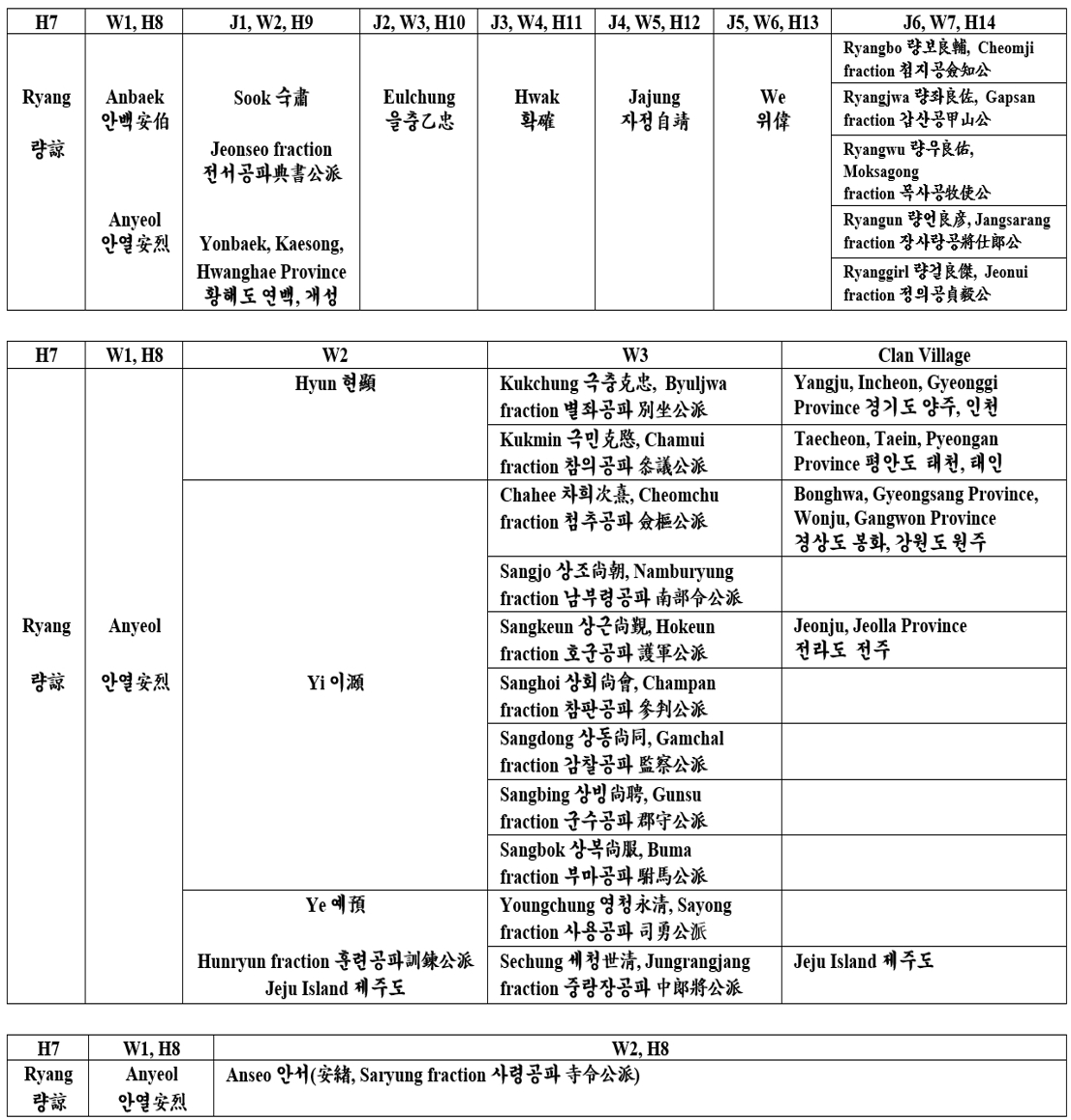

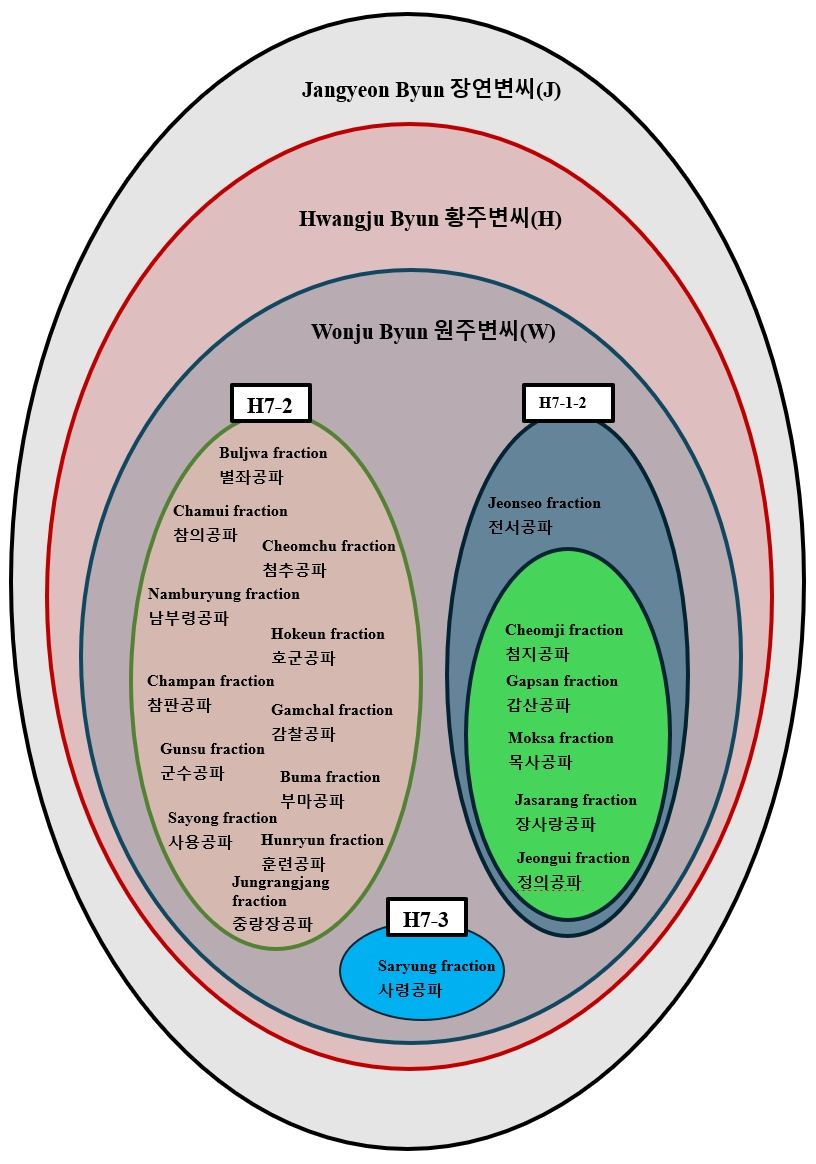

예를 들어, 전서공파(典書公派)는 변숙(邊(邉)肅)의 관직인 고려시대 가정대부(嘉靖大夫) 호부전서(戶部典書)이고, 첨지공파(僉知公派)는 변량보(양보)(邊(邉)良輔)의 관직인 조선시대 첨중추(僉中樞)이다. 2023년 전서공파(典書公派)는 23세대까지, 첨지공파(僉知公派)는 18세대를 이어가고 있다.
원주 변씨 전서공파인 숙(肅)과 원주 변씨 사령공파인 안서(安緖)는 원주변씨 시조 안열의 명을 받아 원주변씨가 되었지만, 안열의 직계 후손이 아닌 안열의 조카와 동생이기 때문에 황주변씨 세대로 생각하는 것도 가능하다.
전서공파(典書公派)인 숙(肅)의 후손들은 1950년 한국전쟁이전까지 황해도 연백 또는 개성 또는 개풍에서 거의 600년간을 살았다. 원주 변씨 전서공파의 후손들은 1세대부터 20세대인 변희풍(邊(邉)熙豊)까지 연백 또는 개성 또는 개풍에 살았으나 한국전쟁으로 변희풍(邊(邉)熙豊)은 연백 또는 개성 또는 개풍에서 서울로 이주했다. 오른쪽 사진의 변희풍(邊(邉)熙豊, 전서공파 20대)으로 그의 고향인 연백 또는 개성 또는 개풍은 38선이 남북한의 경계였을 당시에는 남한의 영토였지만, 한국전쟁 이후 휴전선이 남북을 나누면서 북한의 영토가 되었다. 그는 한국 전쟁 때 형제들과 함께 연백 또는 개성 또는 개풍에서 서울로 이주하여 남한에서 원주 변씨 전서공파 및 첨지공파의 후손으로 세대를 이어갈 수 있었다. 
그는 전서공파 가훈을 후손에게 다음과 같이 남겼다. “변씨 가문에 좋은 일만 있기를 기원합니다. 세상의 뜻과 사람의 마음을 잘 어울려서 행동하고, 주위의 모든 일을 살피면서, 마음에 가진 뜻을 최선을 다해 이루면, 변씨 집안에 영광이 있을 것입니다 (邊門堂中慶雲起. 應天順人智盧新. 周到凡事心氣活. 一展大志聲四隣).”
변숙의 묘소는 연안군 동면, 변이진은 황해도 배천군 유천면, 변환부터 변문까지는 풍덕군 서면 중련, 변한국부터 변지현까지는 풍덕군 중련리 행수동 방화교, 변석연은 풍덕군 중련리 용미동 방화교, 변승필과 변형식은 풍덕군 중련리 자책동, 변희풍은 대지공원(충북 음성군 생극면), 그리고 변응주는 국립 이천 호국원에 묘소가 있다. 
별좌공파(別坐公派)인 현(顯)의 첫째, 극충(克忠, 1434- ?)는 원주 변씨 시조인 변안열(安烈)부터 경기도 양주(楊州)에 살았다. 원주 변씨 4세대 변처령(處寧)부터 인천(仁川)에서 살았다. 참의공파(參議公派)인 현(顯)의 둘째, 극민(克愍)은 평안도 태천에서 살았다. 원주 변씨 4세대 변재중(載重)부터 평북 태인(泰仁)에서 살았다. 
첨추공파(僉樞公派)인 이(㶊)의 첫째, 차희(次憙, 1392-1462)는 경북 안동 금계, 예천, 용문, 봉화 거촌에서 살았다. 원주 변씨 5세대 변희리(希李, 1435-1506)가 연산군 무오사화(1498년) 때 경북 예천으로 옮겨가 살았다. 변희리의 후세인 원주 변씨 7세대 변영순(永淳)부터 안동의 금계, 봉화, 군위 등지에 살았다. 원주 변씨 6세대 변점(店)부터 강원도 원주에 살았다.
전주 변씨는 이(㶊)의 셋째아들 상근의 후손인 호군공파이다. 위키피디의 전주 변씨는 잘못된 정보이다.
훈련공파(訓鍊公派)인 제주에 살고 있는 원주 변씨는 변안열의 셋째 예(預)의 후손이다. 중랑장공파(中郞將公派)인 예(預)의 막내 손자인 세청(世淸)과 후손들은 중랑장공파(中郞將公派)이다. 세청(世淸)은 1405년(태종 5) 정국이 혼란하자 신변에 위험을 느끼고 피신해 제주에 입도하였다.
오른쪽 그림은 안열의 후손은 H7-2, 안서의 후손은 H7-3, 숙의 후손은 H7-1-2로 표시되어 있다. H7-2는 황주변씨 7세대, 변량의 둘째아들의 의미이다.
- 변숙, 안열의 조카 또는 안열 형의 아들, 후손 -
- 전서공파(典書公派) 변숙(邊(邉)肅)

변숙의 5대 후손
- 첨지공파(僉知公派) 변량보(양보)(邊(邉)良輔) 첨지공파 직계 찾기
- 갑산공파(甲山公派) 변량좌(양좌)(邊(邉)良佐)
- 목사공파(牧使公派) 변량우(양우)(邊(邉)良佑)
- 장사랑공파(將仕郞公派) 변량언(양언)(邊(邉)良彦)
- 정의공파(貞毅公派) 변량걸(양걸)(邊(邉)良傑)

- 변안서, 안열의 동생, 후손 -
- 사령공파(寺令公派): 변안서(邊(邉)安緖)

- 변안열 후손 -
1. 안열 첫째, 현의 아들
- 별좌공파(別坐公派) 변극충(邊(邉)克忠)
- 참의공파(參議公派) 변극민(邊(邉)克愍)

2. 안열 둘째, 이의 아들
- 첨추공파(僉樞公派) 변차희(邊(邉)次熹),
- 남부령공파(南部令公派) 변상조(邊(邉)尙朝)
- 호군공파(護軍公派) 변상근(邊(邉)尙覲)
- 참판공파(參判公派) 변상회(邊(邉)尙會)
- 감찰공파(監察公派) 변상동(邊(邉)尙同)
- 군수공파(郡守公派) 변상빙(邊(邉)尙聘)
- 부마공파(駙馬公派) 변상복(邊(邉)尙服)

3. 안열의 셋째, 예
- 훈련공파(訓鍊公派): 변예(邊(邉)預)

안열 셋째, 예의 아들
- 사용공파(司勇公派) 변영청(邊(邉)永淸)
- 중랑장공파(中郞將公派) 변세청(邊(邉)世淸)

## 항렬자
항렬자는 5세대부터 사용하였다. 6, 8, 10, 12세대는 이름이 한 글자(외자)라서 항렬자를 사용하지 않았다. 16 세대부터 5행을 따라 항렬자를 만들었다. 항렬자의 부수가 5행(목木, 화火 토土, 금金, 수水)이다. '항렬자'는 세대별로 번갈아가며 첫번째 글자로 두번째 글자로 쓰였다.
| 16世   | 17世   | 18世   | 19世   | 20世   | 21世   | 22世   | 23世   | 24世   | 25世   | 26世   | 27世   | 28世   | 29世   | 30世   | 31世   | 32世   |
| ------ | ------ | ------ | ------ | ------ | ------ | ------ | ------ | ------ | ------ | ------ | ------ | ------ | ------ | ------ | ------ | ------ |
| 화(火) | 토(土) | 금(金) | 수(水) | 목(木) | 화(火) | 토(土) | 금(金) | 수(水) | 목(木) | 화(火) | 토(土) | 금(金) | 수(水) | 목(木) | 화(火) | 토(土) |

| 5世             | 7世                                     | 9世     | 11世    | 13世    | 14世    | 15世    | 16世    | 17世    | 18世    | 19世            | 20世                    |
| --------------- | --------------------------------------- | ------- | ------- | ------- | ------- | ------- | ------- | ------- | ------- | --------------- | ----------------------- |
| ○정(靖) 순(純)○ | 량(良)○ 응(應)○ ○용(龍) ○수(秀) ○종(宗) | 이(以)○ | 상(尙)○ | ○국(國) | 경(慶)○ | ○화(和) | ○환(煥) | 규(圭)○ | 석(錫)○ | 영(永)○ 승(承)○ | ○식(植) ○근(根) ○상(相) |

| 21世                    | 22世            | 23世                    | 24世                    | 25世                    | 26世                    | 27世                    | 28世                    | 29世            | 30世                    | 31世   | 32世    |
| ----------------------- | --------------- | ----------------------- | ----------------------- | ----------------------- | ----------------------- | ----------------------- | ----------------------- | --------------- | ----------------------- | ------ | ------- |
| 희(熙)○ 영(煐)○ 병(炳)○ | ○주(周) ○균(均) | 흠(欽)○ 용(鎔)○ 종(鍾)○ | ○제(濟) ○수(洙) ○호(浩) | 수(秀)○ 동(東)○ 근(根)○ | ○환(煥) ○돈(燉) ○찬(燦) | 규(圭)○ 재(在)○ 배(培)○ | ○현(鉉) ○진(鎭) ○용(鏞) | 태(泰)○ 구(求)○ | ○주(柱) ○재(栽) ○백(栢) | 경(炅) | ○재(在) |

## 인구
- 1985년 39,605명
- 2000년 37,505명
- 2015년 47,804명

## 문화재
- 원주 변씨 간재 종택 및 간재정 - 국가유산청 국가유산포털
- 원천군 변수 영정 - 국가유산청 국가유산포털

## 같이 보기
- 황주 변씨
- 장연 변씨